# Arnave
Arnave ist eine französische Gemeinde mit 214 Einwohnern (Stand 1. Januar 2022) im Département Ariège in der Region Okzitanien. Sie gehört zum Kanton Sabarthès und zum Arrondissement Foix.
Nachbargemeinden sind Bompas im Nordwesten, Mercus-Garrabet im Norden, Cazenave-Serres-et-Allens im Osten, Ornolac-Ussat-les-Bains im Süden, Ussat im Südwesten und Tarascon-sur-Ariège im Westen.

## Bevölkerungsentwicklung

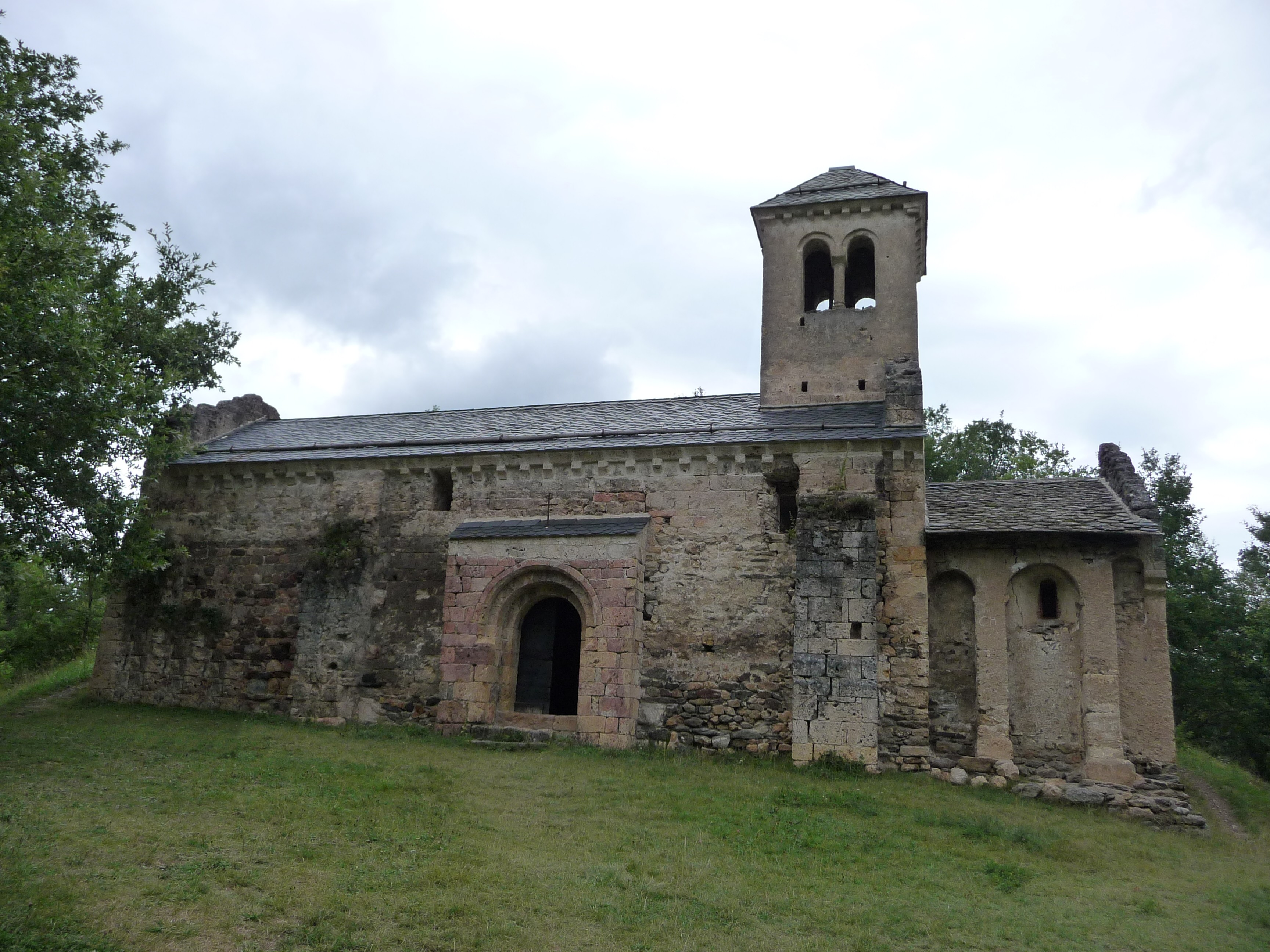
Kapelle Saint-Paul in Arnave

| Jahr      | 1962 | 1968 | 1975 | 1982 | 1990 | 1999 | 2008 | 2015 |
| --------- | ---- | ---- | ---- | ---- | ---- | ---- | ---- | ---- |
| Einwohner | 131  | 146  | 109  | 123  | 153  | 168  | 211  | 202  |